# Gara Drăgășani
Gara Drăgășani este o gară care deservește municipiul Drăgășani, județul Vâlcea, Oltenia, România. Această gară era mai mare decât cea veche din Râmnicu Vâlcea.